# Barkoissi
Barkoisi est une petite ville du Togo. Elle est située à environ 39 km de Dapaong.

## Histoire
Barkosi est une ville du Togo. Les habitants de barkosi sont des agriculteurs et des éleveurs. IFAD soutient les éleveurs par une formation pour développer le secteur d'élevage. 